# Campanula simulans
Campanula simulans är en klockväxtart som beskrevs av Carlström. Campanula simulans ingår i släktet blåklockor, och familjen klockväxter. Inga underarter finns listade i Catalogue of Life.